# Crash Test Vol. 1
Crash Test Vol. 1 è la prima raccolta dell'etichetta discografica indipendente First Class Music. L'etichetta si occupa di musica rap e la compilation è un collage di b-side, remix e pezzi inediti del meglio della scena italiana.

## Tracce
1. DJ Yaner - Brain Fever Prodotto da DJ Yaner
2. DJ Myke feat. Esa tha Funkyprez, Lillo - Kinderchoco Prodotto da Dj Myke
3. Chief feat. Entics, Jake La Furia - Problems Prodotto da Mace
4. DJ Enzo - Click Clack Prodotto da Dj Enzo
5. DJ Fede feat. Boosta, Mondo Marcio - Get High 2 (Versa l'ultimo bicchiere) Prodotto da Dj Fede
6. DJ Myke feat. Fabri Fibra, Svedonio - Spakka! Prodotto da Dj Myke
7. Blodi B & Mace feat. Jack the Smoker - Il Male Prodotto da Mace
8. Rubo feat. Co'Sang - Mantien 'a capa Prodotto da Rubo
9. Paura - Se Mi Capitano Contrasti Prodotto da Musta
10. Lord Bean a.k.a. Bugs Kubrik - Schiuma Prodotto da Mace
11. Giuann Shadai feat. Soul David - Siamo Numeri Prodotto da Frank Siciliano
12. DJ Fede & Tormento - Soldi, Potere e Rispetto! Prodotto da Dj Fede
13. Esa a.k.a. El Presidente - Lo sapete che.. Prodotto da Mace
14. Frank Siciliano & Mistaman - Eclissi Prodotta da Frank Siciliano
15. Zona 45 - Quartiere Libertà Prodotto da S. Valenzano
16. Ghemon Scienz - Ups & Downs Prodotto da Mace
17. Dargen D'Amico ft. Two Fingerz - Non la 1 ma la 2 Prodotto da Taze
18. Clementino - Moschettiere Prodotto da Mace
19. Chief & Reverendo feat. Gué Pequeno - Luce (Rmx) Prodotto da Don Joe